# Wijken en buurten in Westland
De Nederlandse gemeente Westland is voor statistische doeleinden onderverdeeld in wijken en buurten. De gemeente is verdeeld in de volgende statistische wijken:
- Wijk 01 Naaldwijk (CBS-wijkcode:178301)
- Wijk 02 Honselersdijk (CBS-wijkcode:178302)
- Wijk 03 Maasdijk (CBS-wijkcode:178303)
- Wijk 04 's-Gravenzande (CBS-wijkcode:178304)
- Wijk 05 Monster (CBS-wijkcode:178305)
- Wijk 06 Wateringen (CBS-wijkcode:178306)
- Wijk 07 De Lier (CBS-wijkcode:178307)

Een statistische wijk kan bestaan uit meerdere buurten. Onderstaande tabel geeft de buurtindeling met kentallen volgens het Centraal Bureau voor de Statistiek (2008):
| CBS-buurtcode | Buurtnaam                              | Inwonertal | Opp. totaal (ha) | Opp. land (ha) | Ligging                |
| ------------- | -------------------------------------- | ---------- | ---------------- | -------------- | ---------------------- |
| BU17830101    | Naaldwijk Centrum                      | 1130       | 28               | 28             | Locatie in de gemeente |
| BU17830102    | Galgeblok                              | 430        | 9                | 9              | Locatie in de gemeente |
| BU17830103    | Opstal                                 | 3320       | 37               | 37             | Locatie in de gemeente |
| BU17830104    | De Geest                               | 140        | 4                | 4              | Locatie in de gemeente |
| BU17830105    | Lage Woerd                             | 970        | 13               | 13             | Locatie in de gemeente |
| BU17830106    | Midden Woerd                           | 430        | 8                | 8              | Locatie in de gemeente |
| BU17830107    | Dijkweg                                | 220        | 5                | 5              | Locatie in de gemeente |
| BU17830108    | Stokdijkhof                            | 390        | 6                | 6              | Locatie in de gemeente |
| BU17830109    | Componistenbuurt                       | 1690       | 19               | 18             | Locatie in de gemeente |
| BU17830110    | Bloemenbuurt                           | 770        | 11               | 10             | Locatie in de gemeente |
| BU17830111    | Kruisbroek                             | 1390       | 16               | 16             | Locatie in de gemeente |
| BU17830112    | Tiendweg                               | 50         | 9                | 9              | Locatie in de gemeente |
| BU17830113    | Staatsliedenbuurt West                 | 2610       | 30               | 29             | Locatie in de gemeente |
| BU17830114    | Staatsliedenbuurt Oost                 | 1400       | 22               | 21             | Locatie in de gemeente |
| BU17830151    | Hoge Geest                             | 240        | 85               | 83             | Locatie in de gemeente |
| BU17830152    | Woerdblok                              | 1530       | 50               | 50             | Locatie in de gemeente |
| BU17830153    | Weeswoning                             | 80         | 34               | 34             | Locatie in de gemeente |
| BU17830154    | De Ronde Schoorsteen                   | 280        | 110              | 99             | Locatie in de gemeente |
| BU17830155    | Hoge Woerd                             | 170        | 50               | 48             | Locatie in de gemeente |
| BU17830156    | Bospolder                              | 330        | 127              | 121            | Locatie in de gemeente |
| BU17830157    | Hoge Bomen                             | 220        | 112              | 112            | Locatie in de gemeente |
| BU17830158    | Heimont                                | 160        | 44               | 43             | Locatie in de gemeente |
| BU17830201    | Honselersdijk Centrum                  | 340        | 8                | 8              | Locatie in de gemeente |
| BU17830202    | Nederhof                               | 340        | 6                | 4              | Locatie in de gemeente |
| BU17830203    | Tuinen Noord                           | 580        | 6                | 6              | Locatie in de gemeente |
| BU17830204    | Symfonia                               | 160        | 2                | 2              | Locatie in de gemeente |
| BU17830205    | Honsel Noord                           | 90         | 14               | 14             | Locatie in de gemeente |
| BU17830206    | Burgemeestersbuurt Noord               | 1000       | 10               | 10             | Locatie in de gemeente |
| BU17830207    | Vogelbuurt                             | 730        | 7                | 6              | Locatie in de gemeente |
| BU17830208    | Tuinen Zuid                            | 1210       | 12               | 12             | Locatie in de gemeente |
| BU17830209    | Nieuw Gantel                           | 550        | 6                | 6              | Locatie in de gemeente |
| BU17830210    | Van Reenenbuurt                        | 150        | 2                | 2              | Locatie in de gemeente |
| BU17830211    | Burgemeestersbuurt Zuid                | 60         | 2                | 2              | Locatie in de gemeente |
| BU17830251    | Honsel Zuid                            | 120        | 32               | 31             | Locatie in de gemeente |
| BU17830252    | Rolpaal                                | 30         | 23               | 22             | Locatie in de gemeente |
| BU17830253    | Achter de Dijk                         | 700        | 186              | 184            | Locatie in de gemeente |
| BU17830254    | Het Slimpad                            | 240        | 76               | 75             | Locatie in de gemeente |
| BU17830255    | Strijphorst                            | 0          | 5                | 5              | Locatie in de gemeente |
| BU17830256    | Veiling                                | 40         | 106              | 100            | Locatie in de gemeente |
| BU17830257    | Broekpolders                           | 750        | 307              | 304            | Locatie in de gemeente |
| BU17830258    | Wollebrand                             | 10         | 71               | 46             | Locatie in de gemeente |
| BU17830259    | Vlietpolder                            | 350        | 206              | 205            | Locatie in de gemeente |
| BU17830301    | Maasdijk Centrum                       | 510        | 8                | 8              | Locatie in de gemeente |
| BU17830302    | Oude Zeeheldenbuurt                    | 990        | 12               | 12             | Locatie in de gemeente |
| BU17830303    | Nieuwe Zeeheldenbuurt                  | 390        | 5                | 5              | Locatie in de gemeente |
| BU17830304    | Oranjebuurt West                       | 360        | 4                | 4              | Locatie in de gemeente |
| BU17830305    | Oranjebuurt Oost                       | 170        | 5                | 5              | Locatie in de gemeente |
| BU17830306    | Maasambacht                            | 50         | 8                | 8              | Locatie in de gemeente |
| BU17830307    | De Vierde Hoeve                        | 30         | 6                | 6              | Locatie in de gemeente |
| BU17830308    | Sportpark Maasdijk                     | 0          | 6                | 6              | Locatie in de gemeente |
| BU17830309    | Sportpark Nollaantje                   | 20         | 2                | 2              | Locatie in de gemeente |
| BU17830351    | Honderdland                            | 410        | 129              | 127            | Locatie in de gemeente |
| BU17830352    | Oranjepolder                           | 1090       | 433              | 426            | Locatie in de gemeente |
| BU17830400    | Bebouwde Kom 's-Gravenzande            | 14480      | 242              | 239            | Locatie in de gemeente |
| BU17830410    | Heenweg                                | 700        | 12               | 12             | Locatie in de gemeente |
| BU17830420    | Lange Stukken                          | 1570       | 290              | 286            | Locatie in de gemeente |
| BU17830430    | Noordland                              | 430        | 258              | 255            | Locatie in de gemeente |
| BU17830440    | Heen en Geest                          | 480        | 155              | 153            | Locatie in de gemeente |
| BU17830450    | Nieuwland                              | 390        | 200              | 200            | Locatie in de gemeente |
| BU17830460    | Staelduin                              | 240        | 214              | 210            | Locatie in de gemeente |
| BU17830470    | Olieblok                               | 510        | 257              | 249            | Locatie in de gemeente |
| BU17830480    | Poelpolder                             | 1280       | 117              | 113            | Locatie in de gemeente |
| BU17830500    | Monster-Zuid                           | 3590       | 122              | 118            | Locatie in de gemeente |
| BU17830501    | Ter Heijde aan Zee                     | 610        | 46               | 46             | Locatie in de gemeente |
| BU17830502    | Monster-Noord                          | 8200       | 103              | 103            | Locatie in de gemeente |
| BU17830503    | Poeldijk                               | 5040       | 152              | 149            | Locatie in de gemeente |
| BU17830509    | Verspreide huizen                      | 2880       | 1039             | 1012           | Locatie in de gemeente |
| BU17830600    | Wateringen                             | 810        | 21               | 21             | Locatie in de gemeente |
| BU17830601    | Kwintsheul-Oost                        | 1030       | 52               | 50             | Locatie in de gemeente |
| BU17830602    | Plan-Zuid                              | 2400       | 34               | 32             | Locatie in de gemeente |
| BU17830603    | Kwintsheul-West                        | 740        | 56               | 55             | Locatie in de gemeente |
| BU17830604    | Kwintsheul-Noord                       | 340        | 9                | 9              | Locatie in de gemeente |
| BU17830605    | Kwintsheul-Zuid                        | 1100       | 11               | 11             | Locatie in de gemeente |
| BU17830606    | 't Hof en omgeving en Wateringen-Noord | 2890       | 59               | 57             | Locatie in de gemeente |
| BU17830608    | Verspreide huizen in het Zuidoosten    | 2620       | 440              | 432            | Locatie in de gemeente |
| BU17830609    | Verspreide huizen in het Noordwesten   | 350        | 159              | 158            | Locatie in de gemeente |
| BU17830610    | Vliettuinen                            | 2230       | 26               | 26             | Locatie in de gemeente |
| BU17830611    | Essellanden                            | 3040       | 34               | 33             | Locatie in de gemeente |
| BU17830700    | De Lier                                | 2460       | 50               | 46             | Locatie in de gemeente |
| BU17830701    | Nieuwe-Tuinen                          | 130        | 38               | 37             | Locatie in de gemeente |
| BU17830702    | Westerlee (gedeeltelijk)               | 80         | 26               | 26             | Locatie in de gemeente |
| BU17830703    | Oostbuurt                              | 140        | 37               | 37             | Locatie in de gemeente |
| BU17830704    | Noord                                  | 6680       | 78               | 78             | Locatie in de gemeente |
| BU17830705    | Hoefpolder                             | 20         | 8                | 8              | Locatie in de gemeente |
| BU17830709    | Verspreide huizen                      | 2430       | 1273             | 1252           | Locatie in de gemeente |